# Solo: Star Wars ngoại truyện
Solo: Star Wars ngoại truyện (tựa gốc tiếng Anh: Solo: A Star Wars Story) là một bộ phim viễn tưởng không gian miền Tây xoay quanh Han Solo, một nhân vật trong loạt phim Star Wars. Bộ phim do Ron Howard đạo diễn, sản xuất bởi Lucasfilm và phân phối bởi công ty Walt Disney Studios Motion Pictures. Đây là phần ngoại truyện thứ hai của loạt sử thi Star Wars, tiếp sau Rogue One: Star Wars ngoại truyện (2016). Bộ phim quy tụ dàn diễn viên gồm Alden Ehrenreich trong vai Han Solo, cùng với Woody Harrelson, Emilia Clarke, Donald Glover, Thandie Newton, Phoebe Waller-Bridge, Joonas Suotamo và Paul Bettany. Phim lấy bối cảnh 10 năm trước các sự kiện trong phần phim gốc Niềm hi vọng mới (1977), dõi theo cuộc phiêu lưu của Han Solo thời trẻ cùng với người bạn đồng hành Chewbacca trong thế giới tội phạm ngầm.
George Lucas từng có ý định phát triển một dự án tiền truyện về nhân vật Han Solo thời trẻ vào năm 2012, và ông đã ủy nhiệm cho Lawrence Kasdan viết kịch bản. Tuy vậy sau khi Lucas bán Lucasfilm cho Disney vào năm 2012, Kasdan lại được thuê để viết kịch bản cho bộ phim Star Wars: Thần lực thức tỉnh (2015). Điều này khiến cho con trai ông là Jonathan hoàn thiện kịch bản cho Solo. Công tác quay phim chính bắt đầu từ tháng 1 năm 2017 dưới sự chỉ đạo của Phil Lord và Christopher Miller. Cả hai đạo diễn bị sa thải vào tháng 6 năm 2017 bởi có "sự xung đột về tư duy sáng tạo" với Lucasfilm, và Ron Howard được thuê để tiếp quản dự án. Với kinh phí ước chừng rơi vào khoảng 250 triệu USD, đây được coi là một trong những bộ phim có kinh phí cao nhất mọi thời đại.
Solo: Star Wars ngoại truyện được công chiếu tại Los Angeles, Hoa Kỳ, vào ngày 10 tháng 5 năm 2018 và ra mắt tại Liên hoan phim Cannes 2018 vào ngày 15 tháng 5 sau đó. Phim được chính thức khởi chiếu trên khắp Hoa Kỳ, tại Việt Nam cùng nhiều quốc gia khác vào ngày 25 tháng 5 năm 2018 dưới định dạng thường, RealD 3D và IMAX 3D. Bộ phim nhận được nhiều đánh giá tích cực từ giới chuyên môn, khen ngợi diễn xuất của dàn diễn viên (đặc biệt là Ehrenreich và Glover), hiệu ứng hình ảnh và các cảnh hành động; dù vậy vẫn có nhiều ý kiến chỉ trích nhịp độ và kỹ thuật quay phim. Tại lễ trao giải Oscar lần thứ 91, bộ phim được đề cử cho hạng mục kỹ xảo điện ảnh xuất sắc nhất.

## Nội dung
Thiên hà đang ở trong tình trạng rối loạn khi các tập đoàn tội phạm cạnh tranh nhau cho những nguồn tài nguyên quý giá như siêu nhiên liệu coaxium. Tại hành tinh đóng tàu Corellia, những đứa trẻ mồ côi được đào tạo việc ăn trộm đồ để sinh tồn. Han trẻ tuổi và người yêu của anh, Qi'ra muốn thoát khỏi nanh vuốt của một băng nhóm tội phạm địa phương. Họ hối lộ một sĩ quan Đế chế với coaxium bị đánh cắp để đổi lấy một chuyến tàu rời khỏi Corellia, nhưng Qi'ra bị bắt bởi những kẻ săn đuổi họ trước khi cô có thể lên tàu. Han hứa sẽ trở lại vì cô và gia nhập Hải quân Đế Chế với tư cách là một phi công, nhận tên họ là "Solo".
Ba năm sau, Han bị trục xuất khỏi Học viện Không quân Đế chế do tính bất đồng của anh. Trong khi phục vụ Đế chế với tư cách là lính bộ binh trong một trận chiến trên hành tinh Mimban, anh gặp một băng nhóm tội phạm giả làm lính Đế Chế do Tobias Beckett lãnh đạo. Han cố gắng thuyết phục họ để đưa anh ta đi với họ, nhưng Beckett bắt và bỏ rơi Han, bị ném vào một cái hố giữ quái thú – một người Wookiee tên là Chewbacca. Nhờ nói được ngôn ngữ của Chewbacca, Han thuyết phục Chewbacca hợp tác cùng nhau để thoát khỏi cái lồng. Do thiếu phi hành đoàn, Beckett giải cứu họ và thêm họ vào âm mưu của băng đảng để ăn cắp một lô hàng coaxium trên hành tinh Vandor. Kế hoạch trở nên tồi tệ khi nhóm Cloud Riders xuất hiện với lãnh đạo Enfys Nest của họ, dẫn đến cái chết của hai thành viên phi hành đoàn và sự hủy diệt của lô hàng coaxium.
Beckett tiết lộ rằng ông đã được lệnh phải ăn cắp lô hàng cho Dryden Vos, một trùm tội phạm cấp cao trong tập đoàn Bình minh Đỏ. Han và Chewbacca tình nguyện giúp anh ta ăn cắp một lô hàng khác. Họ đến du thuyền của Vos nơi Han gặp lại Qi'ra, người đã gia nhập Bình minh Đỏ. Han đưa ra một kế hoạch mạo hiểm để lấy cắp coaxium chưa tinh chế từ mỏ khai thác trên Kessel; Vos khẳng định rằng Qi'ra, trung úy hàng đầu của hắn, sẽ đi cùng họ. Qi'ra dẫn dắt nhóm tới Lando Calrissian, một kẻ buôn lậu và phi công giỏi, người mà cô hy vọng sẽ cho họ mượn tàu để hoàn thành phi vụ. Han thách thức Lando với trò chơi sabacc, cá cược con tàu của Lando. Lando gian lận để giành chiến thắng, nhưng được thuyết phục để tham gia nhiệm vụ để đổi lấy một phần lợi nhuận. Cả nhóm lên tàu của anh ta, chiếc Millennium Falcon, và tiến tới Kessel. Sau khi đến được hành tinh và thâm nhập vào mỏ, phi công droid của Lando, L3-37, xúi giục một cuộc nổi dậy của nô lệ. Họ nhân lúc hỗn loạn để ăn cắp một lô hàng coaxium, nhưng L3 bị hư hại nặng và Lando bị thương trong khi trốn thoát. Han lái con tàu đi qua Tuyến Kessel, đi một con đường nguy hiểm thông qua một tinh vân chưa thám hiểm để tránh một con tàu của Đế chế. Mặc dù chiếc Falcon nhận thiệt hại nặng nề trong cuộc hành trình, Han vẫn điều hướng chạy và đưa con tàu nguyên vẹn đến Savareen để xử lý nhiên liệu.
Đối mặt với Enfys, người đã theo dõi họ từ Vandor, Lando rời khỏi hành tinh bằng chiếc Falcon. Sau một cuộc đối đầu, Enfys tiết lộ rằng cô và phi hành đoàn của cô không phải là những tên cướp, mà là các phiến quân đang cố gắng ngăn chặn các tập đoàn tội phạm và Đế chế giành quyền lực. Thông cảm với lí do của họ, Han cố gắng lừa Vos. Vos, người đã được cảnh báo về sự phản bội của họ bởi Beckett, gửi tất cả binh sĩ của mình đi để giết Enfys và nhóm Cloud Riders. Tuy nhiên, Han đã đoán trước sự lừa dối của Beckett; Cloud Riders giết tất cả các vệ sĩ của Vos, khiến hắn ta không còn binh sĩ. Beckett bắt Chewbacca làm con tin và trốn thoát với lô coaxium, phản bội Vos. Qi'ra giết Vos và thúc giục Han cứu Chewbacca khỏi Beckett và nói rằng cô sẽ sớm gặp lại anh.
Một mình trên chiếc du thuyền của Vos, Qi'ra liên lạc với Maul, cấp trên của Vos; cô thông báo cho hắn về thất bại của nhiệm vụ và thay thế vị trí của Vos. Han bắt kịp và giết Beckett. Han và Chewbacca cung cấp coaxium cho Enfys, người ngỏ lời với Han cơ hội tham gia cuộc nổi dậy chống lại Đế chế nhưng Han từ chối; anh được tặng một bình nhiên liệu duy nhất, đủ để mua con tàu của mình.
Han và Chewbacca bắt gặp lại Lando, thách thức anh ta với ván sabacc thứ hai để cược chiếc Falcon. Han thắng sau khi ăn trộm thẻ bài gian lận của Lando. Han và Chewbacca dùng con tàu để đi đến Tatooine, nơi một tên trùm tội phạm đang tập hợp một phi hành đoàn cho một phi vụ cướp lớn.

## Diễn viên

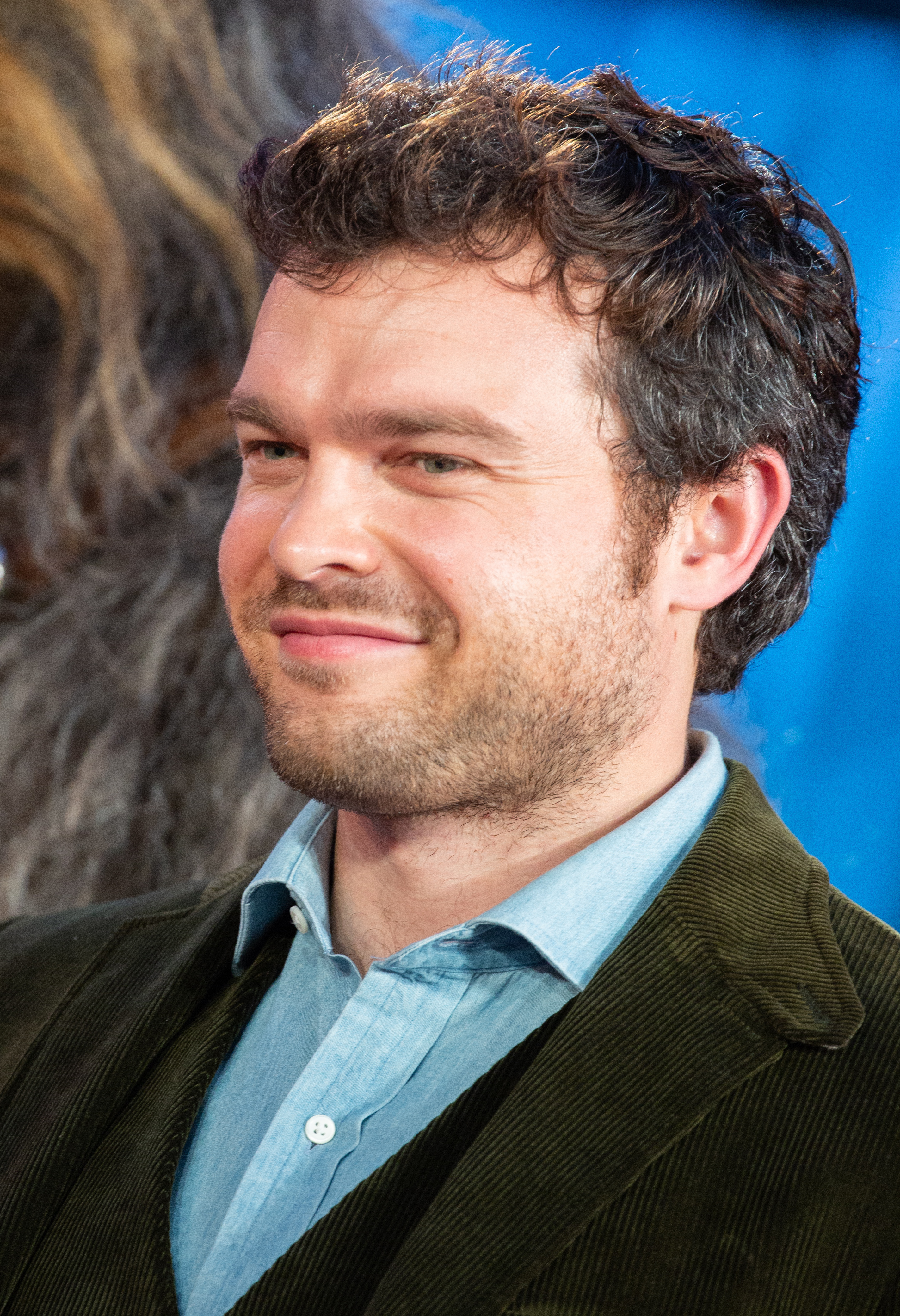
Alden Ehrenreich thể hiện nhân vật chủ đề của bộ phim, Han Solo.

- Alden Ehrenreich vai Han Solo: Một tay buôn lậu và lừa đảo tham gia vào phi hành đoàn của Beckett.[13][14] Khi được hỏi Solo của phần phim này khác thế nào so với Solo của các phần phim Star Wars sau này, Ehrenreich trả lời "Tôi nghĩ rằng sự khác biệt lớn nhất đó là Han mà chúng ta gặp trong bộ phim này là một nhà lý tưởng. Anh ấy có những giấc mơ nhất định mà anh ấy muốn theo đuổi, và chúng ta sẽ xem những giấc mơ đó ảnh hưởng đến anh ta như thế nào khi chúng đáp ứng thực tế mới - một thực tế khó khăn hơn anh mong đợi."[15] Nam diễn viên Han Solo gốc, Harrison Ford, đã gặp gỡ Ehrenreich và cho anh một số lời khuyên trong vai diễn..[16]
- Woody Harrelson vai Tobias Beckett: Một tay tội phạm và người thầy của Han.[17][18][19] Becckett được xây dựng trên hình tượng nhân vật hư cấu Long John Silver trong tác phẩm Đảo giấu vàng của tác giả Robert Louis Stevenson.[20]
- Emilia Clarke vai Qi'ra: Bạn từ thuở ấu thơ và tình nhân của Han. Clarke miêu tả nhân vật của cô như sau: "Cô ấy có một số chiêu trò, nhưng về cơ bản thì cô ấy chỉ đang chiến đấu để sống sót. Nếu bạn thấy một người phụ nữ thực sự quyến rũ trong một môi trường thực sự hèn mọn, bạn biết chắc rằng đằng sau sự quyến rũ đó ẩn chứa một vài con đường mấp mô"[15] Về mối quan hệ giữa nhân vật của cô với Solo, Clarke nói "Họ lớn lên như thể đồng đội, về cơ bản. Họ lớn lên như những người bạn, như những đồng phạm. Tất nhiên cũng có mặt lãng mạn nảy sinh. Nhưng họ lớn lên cùng nhau. Nên họ cũng là những đứa trẻ."[21][22][23]
- Donald Glover vai Lando Calrissian: Một tay buôn lậu, đánh bạc và người ham mê thể thao tự xưng, đang trên đà thăng tiến trong giới tội phạm.[24][25] Diễn viên gốc đóng Lando, Billy Dee Williams, cũng đã giúp đỡ và có vài lời khuyên cho Glover để đóng vai diễn.[26]
- Thandie Newton vai Val Beckett: Vợ của Beckett, bạn đồng hành và phi hành đoàn của chồng cô ấy.[5][19]
- Phoebe Waller-Bridge vai L3-37: Droid đồng hành của Lando.[19][27]
- Joonas Suotamo vai Chewbacca: Người bạn Wookiee tri kỉ của Han.
- Paul Bettany vai Dryden Vos: Một trùm tội phạm tàn nhẫn quen biết Beckett.[19] Michael K. Williams vốn được tuyển vai này,[28] song phần diễn của anh bị cắt do xung đột lịch trình và không thể quay lại thực hiện reshoot.[29] Paul Bettany thay thế vai của Williams và nhân vật trong phim được đổi từ một sinh vật ngoài hành tinh CGI (Williams mô tả nhân vật của anh trông như kiểu nửa người nửa sư tử)[30] sang một người ngoài hành tinh vẻ ngoài giống con người với nhiều vết sẹo trên mặt.[31]

Ngoài ra, Erin Kellyman xuất hiện trong vai Enfys Nest, thủ lĩnh của nhóm cướp Cloud Riders. Jon Favreau lồng tiếng Rio Durant, "một nhân vật ngoài hành tinh rất tuyệt vời và quan trọng" và là thành viên trong nhóm của Beckett, và Linda Hunt lồng tiếng cho Lady Proxima, thủ lĩnh của băng đản móc túi Han và Qi'ra từng là một phần. Ian Kenny nhập vai Rebolt và Clint Howard nhập vai Ralakili. Ngoài ra, Anthony Daniels đóng vai cameo nhân vật Tak.
Kiran Shah đóng vai Karjj và Warwick Davis đóng lại vai diễn từ phần phim The Phantom Menace là Weazel, một thành viên băng Cloud Rider. Harley Durst đóng vai Moloch. Ray Park tái xuất với vai diễn Maul, cùng Sam Witwer góp giọng nói cho nhân vật, tái xuất vai diễn từ các chương trình hoạt hình The Clone Wars và Rebels. Peter Serafinowicz, diễn viên lồng tiếng gốc của Maul trong The Phantom Menace, ban đầu được cân nhắc song rốt cuộc thì giọng của Witwer mới được chọn. Dee Tails đóng vai Quay Tolsite, giám đốc hoạt động khai mỏ của Băng Pyke tại hành tinh Kessel.
Jon Kasdan và đạo diễn phụ Toby Hefferman đóng vai Tag Greenley và Bink Otauna, hai nhân vật xuất hiện trong bộ truyện Star Wars của Dark Horse Comics. Cảnh của nhân vật trên bị cắt khỏi sản phẩm cuối cùng.

## Sản xuất

### Phát triển
Trước khi bán công ty Lucasfilm cho Disney, George Lucas bắt đầu phát triển một bộ phim riêng lẻ xoay quanh nhân vật Han Solo và thuê biên kịch của bộ ba phần gốc, Lawrence Kasdan, viết kịch bản. Nhưng Lawrence bỏ dự án để giúp hoàn thành kịch bản của Star Wars: Thần lực thức tỉnh, ông đã cho con trai của ông, Jon Kasdan, hoàn thành kịch bản cho đến khi ông quay lại. Vào tháng 2 năm 2013, CEO của Disney Bob Iger thông báo về việc có hai bộ phim ngoại truyện đang được phát triển, mỗi bộ phim được viết riêng kịch bản bởi Lawrence Kasdan và Simon Kinberg. Không lâu sau đó, có thông báo cho rằng Disney đang phát triển hai bộ phim về Han Solo và Boba Fett. CFO của Disney, Jay Rasulo, mô tả hai bộ phim độc lập như là những câu chuyện gốc. Kathleen Kennedy giải thích rằng các bộ phim này sẽ không nối tiếp với các bộ phim của bộ ba phần sequel, nói rằng, "George biết rất rõ về cách mà loạt phim hoạt động. Thứ tiêu chuẩn mà anh ấy đã tạo ra là bộ sử thi Chiến tranh giữa các vì sao gốc. Bây giờ thì Tập VII cũng thuộc vào một trong số đó. Các phim điện ảnh ăn theo, hoặc chúng tôi sẽ nghĩ ra một tên gọi nào đó để đặt cho chúng, cũng được xếp vào cái vũ trụ rộng lớn mà George đã tạo ra ấy. Không có kế hoạch nào để đưa những nhân vật bên ngoài, trong những phần phim riêng vào trong loạt gốc. Do đó, từ góc nhìn của nhà sáng lập, nó là một hướng đi mà George đã vạch ra rất rõ". Vào tháng 2 năm 2015, Lucasfilm và Kennedy thông báo rằng những bộ phim độc lập này sẽ được gọi là loạt phim Star Wars Anthology.
Tháng 7 năm 2015, Lucasfilm thông báo một bộ phim Anthology, tập trung vào "Han Solo thời niên thiếu trở thành kẻ buôn lậu, kẻ trộm và kẻ vô lại mà Luke Skywalker và Obi-Wan Kenobi gặp mặt lần đầu tiên tại Cantina ở Mos Eisley", sẽ được phát hành vào ngày 25 tháng 5 năm 2018. Dự án sẽ do Phil Lord và Christopher Miller đạo diễn từ kịch bản của Lawrence Kasdan và Jon Kasdan. Kennedy sẽ là nhà sản xuất phim, cùng với Lawrence Kasdan và nhà sản xuất điều hành Jason McGatlin; Allison Shearmur và Simon Emanuel cùng sản xuất. Dự án phim Han Solo tách biệt khỏi một bộ phim mà ban đầu được phát triển bởi Josh Trank, đã bị đẩy lùi ngày ra mắt. Người bạn Wookiee của Solo, Chewbacca, cũng sẽ xuất hiện trong bộ phim. Tháng 5 năm 2016, Lawrence Kasdan nói rằng quay phim sẽ bắt đầu vào tháng 1 năm 2017.

### Tuyển vai
Vào tháng 1 năm 2016, một danh sách ngắn các nam diễn viên đã được tiết lộ cho vai diễn của Han Solo, bao gồm Miles Teller, Ansel Elgort, Dave Franco, Jack Reynor, Scott Eastwood, Logan Lerman, Emory Cohen và Blake Jenner. Vào tháng 3 năm 2016, có báo cáo rằng Alden Ehrenreich, Reynor và Taron Egerton đã tham gia vào danh sách ngắn các diễn viên được xem xét cho vai diễn Han Solo trẻ tuổi. Vào tháng 5 năm 2016, Ehrenreich được thông báo là đã được tuyển chọn, và được tiết lộ trong buổi lễ Star Wars Celebration: Celebration Europe III hai tháng sau đó. Miller đã gọi vai diễn là một trong những "thách thức tuyển chọn khó khăn nhất của mọi thời đại", thêm rằng "họ đã chứng kiến hơn 3.000 người trong vai diễn."
Vào tháng 10 năm sau, Tessa Thompson, Naomi Scott, Zoë Kravitz, Emilia Clarke, Kiersey Clemons, Jessica Henwick và Adria Arjona đã được xem xét trong vai nữ chính, trong khi Donald Glover đang được cân nhắc để đóng Lando Calrissian trẻ. Glover đã được xác nhận cho vai Lando ngay sau đó, đồng thời thông báo Clarke đã được chọn vào vai nữ chính trong tháng tiếp theo.
Vào đầu tháng 1 năm 2017, Woody Harrelson được tiết lộ trong một cuộc đàm phán để đóng vai thầy của Han Solo, và anh đã được xác nhận là sẽ xuất hiện trong phim ngay sau đó. Christian Bale trước đây đã từng thảo luận về vai diễn này. Một cuộc phỏng vấn tiếp theo với Harrelson đã làm tăng thêm suy đoán rằng anh ta có thể đóng nhân vật trong Star Wars Legends Garris Shrike, nhưng Harrelson đã tiết lộ tên của nhân vật là Beckett vào tháng 3 năm 2017. Tháng 2 năm 2017, Phoebe Waller-Bridge tham gia diễn xuất với vai diễn chưa được tiết lộ, được cho là "một vai diễn CGI" tương tự như Alan Tudyk trong Rogue One vai người máy K-2SO. Ngoài ra, có thông tin rằng Thandie Newton đang đàm phán để đóng vai chính trong phim. Waller-Bridge và Newton đã được xác nhận vào cuối tháng 2, cùng với thông báo rằng Joonas Suotamo sẽ xuất hiện trong vai Chewbacca, trở lại vai diễn của Star Wars: The Force Awakens và Star Wars: Jedi cuối cùng. Michael K. Williams tham gia vào cuộc hội đàm để tham gia vào bộ phim đầu tháng 3 năm 2017, và đã được xác nhận ngay sau đó, đóng vai một nhân vật nửa người, nửa thú. Vào cuối tháng, Ian Kenny đã tham gia vào dàn diễn viên. Warwick Davis đã được xác nhận là một phần của dàn diễn viên vào cuối tháng 7 năm 2017.

### Quay phim
Quay phim bắt đầu vào ngày 30 tháng 1 năm 2017, tại Trường quay Pinewood, với tựa đề Star Wars: Red Cup. Vào ngày 10 tháng 2, bộ phim đã chi ra 54,5 triệu đô la vào sản xuất. Lucasfilm thông báo rằng quay phim chính thức bắt đầu vào ngày 20 tháng 2 năm 2017. Bradford Young là nhà phim. Vào tháng 5 năm 2017, quay phim chuyển đến quần đảo Canary, và Lucasfilm thay thế biên tập Chris Dickens bằng Pietro Scalia. Lucasfilm cũng thuê một huấn luyện viên diễn xuất cho Ehrenreich, vì họ không hài lòng với màn trình diễn của anh tại thời điểm đó.
Vào ngày 20 tháng 6 năm 2017, trích dẫn "những khác biệt sáng tạo", Lucasfilm và Lord và Miller cùng nhau công bố ý định của họ để bỏ dự án, thay thế bằng một đạo diễn mới "sẽ được công bố sớm". Các đạo diễn đã bị sa thải sau khi Kennedy và Kasdan không đồng ý với phong cách quay phim của họ, Lord và Miller tin rằng họ được thuê để làm một bộ phim hài, trong khi Lucasfilm chỉ công nhận cặp đôi để thêm "một chút yếu tố hài hước" cho phim. Lucasfilm cũng cảm thấy rằng các đạo diễn đã khuyến khích quá nhiều ngẫu hứng từ các diễn viên, làm cho "bộ phim đi ngược hướng kịch bản của Kasdans". Để xoa dịu Kasdan, người không hài lòng với những cảnh không được quay phim bằng "chính xác câu thoại... Lord và Miller sẽ thực hiện một số cảnh quay thêm." Lord và Miller từ chối thỏa hiệp một số cảnh quay nhất định, chẳng hạn như quay một cảnh từ ít góc độ hơn những gì Lucasfilm mong đợi, làm giảm đi các tùy chọn để chỉnh sửa, dẫn đến mối quan hệ căng thẳng với Lucasfilm. Bộ đôi cũng không vui lòng khi Kasdan được đưa đến London, cảm thấy ông trở thành một "đạo diễn trong bóng tối". Quyết định sa thải Lord và Miller khỏi dự án được thực hiện sau một thời gian gián đoạn ngắn trong việc quay phim để xem lại cảnh quay. Các tuần quay phim bổ sung đã được lên kế hoạch.
Báo cáo cho rằng người bạn thân của George Lucas, người trước đây đã từng từ chối lời đề nghị của Lucas để đạo diễn Star Wars: Tập I - The Phantom Menace, là một người tiên phong bước vào vị trí đạo diễn. Joe Johnston và Kasdan cũng đang được xem xét, mặc dù các quy tắc của Directors Guild of America tuyên bố rằng việc thay thế cho một đạo diễn phải là một người chưa từng tham gia sản xuất. Hai ngày sau, thông báo rằng Howard sẽ đảm nhận nhiệm vụ chỉ đạo cho ba tuần rưỡi còn lại của quay phim được lên kế hoạch, cũng như năm tuần sắp xếp lại được lên kế hoạch. Khi được thuê, Howard đã viết, "Tôi hoàn toàn biết ơn vì đã thêm tiếng nói của mình vào vũ trụ Star Wars... Tôi hy vọng sẽ tôn vinh những thứ đã được thực hiện và giúp hoàn thành lời hứa về một bộ phim Han Solo." Howard dự kiến sẽ đến London vào ngày 26 tháng 6 để hoàn thành việc quay phim. Trong quá trình tái quay của bộ phim, diễn viên Michael K. Williams không thể quay trở lại sản xuất, do bận với việc quay phim The Red Sea Diving Resort, dẫn đến phần của anh bị cắt. Williams nói rằng việc tái cấu trúc nhân vật của anh là "phù hợp với hướng đi mới mà các nhà sản xuất mong muốn Ron hoàn thiện", và rằng anh sẽ không có sẵn cho đến tháng 11/2017, và việc sản xuất không thể chờ anh để kịp lúc phát hành phim vào tháng 5 năm 2018.
Lucas, một người bạn và người cố vấn của Howard do sự hợp tác trước đó, đã thực hiện một chuyến thăm bất ngờ đến hậu trường bộ phim để khuyến khích bạn mình trong ngày quay đầu tiên. Ban đầu, Lucas định đây là một cuộc họp ngắn, nhưng ông lại dành cả ngày để làm việc với đoàn làm phim. Trong khi Lucas không có ý định can thiệp, tại một thời điểm nào đó ông đã quên và hỏi "Tại sao Han không làm điều này?" Khi nghe lời đề nghị của Lucas, Howard quyết định quay phim và đưa nó vào trong bộ phim. Vào ngày 17 tháng 10 năm 2017, Howard đã thông báo rằng nhiếp ảnh chính đã được hoàn thành; anh cũng tiết lộ danh hiệu chính thức của bộ phim là Solo: A Star Wars Story.
Vào tháng 3 năm 2018, sau khi được thông báo rằng Howard đã hồi phục khoảng 70% bộ phim, đã có thông báo rằng các đạo diễn gốc Lord và Miller sẽ không thử thách công đạo diễn và thay vào đó đồng ý nhận danh hiệu nhà sản xuất điều hành dự án. Hậu sản xuất được đóng gói vào ngày 22 tháng 4 năm 2018.

### Âm nhạc
Vào tháng 7 năm 2017, John Powell được công bố là nhà soạn nhạc chính của bộ phim.[80] Nhà soạn nhạc lâu năm của Star Wars, John Williams sáng tác và thực hiện chủ đề Han Solo mang tựa đề "Những cuộc phiêu lưu của Han" cho bộ phim.[81] Powell bắt đầu viết nhạc vào cuối năm 2017 sau khi hoàn thành công việc của mình trên Ferdinand. Vào tháng 12 năm 2017, Williams đã viết hai bản nhạc và kết hợp chúng để tạo ra nhạc nền của Han. Vào tháng sau, Williams đã thu âm các bản trình diễn với Dàn nhạc nghệ thuật thu âm của Los Angeles tại 20th Century Fox Sân khấu Newman.[82] Powell xen lẫn nhạc chủ đề mới của Williams vào nhạc phim của mình, cũng như kết hợp các bản âm nhạc trước đó của Williams từ các bộ phim trước, bao gồm tiêu đề chính của Star Wars, và một số chi tiết và gợi ý từ các bộ phim A New Hope, The Empire Strikes Back và The Phantom Menace.
Tất cả nhạc phẩm được soạn bởi John Powell, trừ những chỗ được ghi chú.
| STT              | Nhan đề | Phổ nhạc         | Thời lượng |
| ---------------- | --- | ---------------- | ---------- |
| 1.               | "The Adventures of Han" | John Williams    | 3:52       |
| 2.               | "Meet Han" (Có thêm phần nhạc "Star Wars Main Theme" của John Williams)                                                                                                 | John Powell      | 2:22       |
| 3.               | "Corellia Chase" | John Powell      | 3:36       |
| 4.               | "Spaceport" | John Powell      | 4:09       |
| 5.               | "Flying with Chewie" | John Powell      | 3:34       |
| 6.               | "Train Heist" | John Powell      | 4:51       |
| 7.               | "Marauders Arrive" | John Powell      | 5:16       |
| 8.               | "Chicken in the Pot" | John Powell      | 2:12       |
| 9.               | "Is This Seat Taken?" | John Powell      | 2:39       |
| 10.              | "L3 & Millennium Falcon" (Có thêm phần nhạc "Star Wars Main Theme" của John Williams)                                                                                   | John Powell      | 3:19       |
| 11.              | "Lando's Closet" | John Powell      | 2:14       |
| 12.              | "Mine Mission" | John Powell      | 4:14       |
| 13.              | "Break Out" (Có thêm phần nhạc "Rebel Fanfare" của John Williams) | John Powell      | 6:18       |
| 14.              | "The Good Guy" | John Powell      | 5:28       |
| 15.              | "Reminiscence Therapy" (Có thêm phần nhạc "Death Star Motif", "Rebel Fanfare", "TIE Fighter Attack", "The Asteroid Field", và "Star Wars Main Theme" của John Williams) | John Powell      | 6:14       |
| 16.              | "Into the Maw" (Có thêm phần nhạc "Rebel Fanfare" và "Star Wars Main Theme" của John Williams)                                                                          | John Powell      | 4:52       |
| 17.              | "Savareen Stand-Off" | John Powell      | 4:28       |
| 18.              | "Good Thing You Were Listening" | John Powell      | 2:11       |
| 19.              | "Testing Allegiance" | John Powell      | 4:23       |
| 20.              | "Dice & Roll" (Có thêm phần nhạc "Rebel Fanfare" của John Williams) | John Powell      | 1:59       |
| Tổng thời lượng: | Tổng thời lượng: | Tổng thời lượng: | 77:11      |

## Phát hành
Solo: Star Wars Story ra mắt thế giới vào ngày 10 tháng 5 năm 2018 tại Los Angeles,[84] và cũng được chiếu vào ngày 15 tháng 5 năm 2018 tại Liên hoan phim Cannes 2018.[85] Bộ phim ra mắt tại một số quốc gia vào ngày 23 tháng 5 và phát hành tại Mỹ và Việt Nam vào ngày 25 tháng 5 năm 2018, kỷ niệm 41 năm phát hành Star Wars: Episode IV - A New Hope, bộ phim mà Harrison Ford xuất hiện lần đầu tiên trong vai Han Solo.

### Quảng bá
Một Tv spot "sneak peek" đã được phát hành tại Super Bowl LII vào ngày 4 tháng 2 năm 2018.[86] Nó đã trở thành trailer Super Bowl phổ biến nhất trên YouTube với 8 triệu lượt xem. Nó cũng có 5,9 triệu lượt xem trên Facebook. [87]
Đoạn giới thiệu teaser chính thức đầu tiên được phát hành vào ngày 5 tháng 2 năm 2018. Graeme McMillan của The Hollywood Reporter chỉ trích đoạn trailer là "không nổi bật", và so sánh phong cách của bộ phim giống như Rogue One, cho rằng bộ phim phải có phong cách "nên là một cái tổ cặn bã và xấu xa của Cantina trong bộ phim đầu tiên, đầy những người ngoài hành tinh đầy màu sắc và nhiều thứ đang diễn ra khắp nơi. Đó là sự bận rộn, cảm giác nguy hiểm và hối hả, cảm thấy phù hợp với Solo theo cách mà những gì đang diễn ra trong trailer đầu tiên này không đơn giản. t. " Ông cũng lưu ý rằng một số yếu tố cốt truyện được trình bày trong trailer đã gợi nhớ đến bộ phim độc tấu Han Solo, một loạt tiểu thuyết được xuất bản năm 1997 và 1998. [88]
Đầu tháng 3 năm 2018, nghệ sĩ người Pháp Hachim Bahous đã khẳng định rằng Disney đã ăn cắp một loạt bìa album mà anh đã thiết kế cho hãng thu âm Legacy Recordings của Sony Music ở Pháp với những áp phích nhân vật cho bộ phim. Disney tuyên bố họ đang điều tra đạo văn bị cáo buộc và các áp phích Solo đã được sản xuất bởi một nhà cung cấp bên ngoài. [89]
Trong những tuần dẫn đầu bộ phim, EA Capital Games thông báo rằng nhân vật mới dựa trên bộ phim cuối cùng sẽ được sưu tầm và chơi được trong game Star Wars: Galaxy of Heroes, bao gồm cả Han Solo và Chewbacca trẻ hơn khi xuất hiện trong phim [90] Cả hai nhân vật đều có thể mở khóa vào ngày 17 tháng 5 năm 2018, thông qua sự kiện giới hạn thời gian hai ngày có tiêu đề "Chuẩn bị hoàn hảo".

## Đón nhận

### Doanh thu phòng vé
Tính đến ngày 30 tháng 5 năm 2018, Solo: Star Wars ngoại truyện đã thu về 115,2 triệu USD ở Hoa Kỳ và Canada và 82,3 triệu USD ở các lãnh thổ khác, tổng doanh thu toàn cầu là 197,5 triệu USD. Với ngân sách sản xuất ước tính vào khoảng 250 triệu USD (và một số nguồn liệt kê nó hơn 300 triệu USD), bộ phim sẽ cần phải thu về ít nhất 500 triệu đô la trên toàn thế giới để hòa vốn.Sau nhiều tuần công chiếu,phim chỉ thu về 312.2 triệu USD so với 250 triệu USD tiền vốn,đứng sau cả Deadpool 2(thu về 655.3 triệu USD so với vốn 110 triệu USD với bị cản trở Rated R

#### Hoa Kỳ và Canada
Dự đoán ba tuần trước khi phát hành kì vọng bộ phim thu về khoảng 170 triệu USD trong bốn ngày cuối tuần lễ Ngày tưởng niệm.Deadline.com lưu ý rằng bộ phim được ước tính cao hơn so với bộ phim Star Wars spin-off trước đó, Rogue One (ra mắt với 155 triệu USD), và có nhiều sự quan tâm từ khán giả hơn là những bộ phim bom tấn giống thế như Spider-Man: Homecoming và Guardians of the Galaxy Vol. 2. Sau ngày đầu tiên bán vé, Fandango tuyên bố bộ phim có đợt bán chạy thứ hai trong năm 2018, chỉ sau Avengers: Cuộc chiến vô cực. Vào tuần phát hành, dự đoán bộ phim sẽ kiếm được từ 135-170 triệu USD trong vòng bốn ngày, với Disney dự đoán bộ phim ra mắt vào khoảng từ 130-150 triệu USD.
Bộ phim đã phát hành ở 4.381 rạp chiếu, cao thứ 9 của mọi thời đại, bao gồm 3.300 rạp chiếu ở định dạng 3D và 400 màn hình IMAX. Phim thu về 14,1 triệu USD từ buổi chiếu trước thứ 5, thấp nhất trong các bộ phim Star Wars của Disney nhưng lại cao nhất của các bộ phim chiếu trong tuần lễ tưởng niệm, đánh bại con số 13,2 triệu USD của Cướp biển vùng Caribbean 3: Nơi tận cùng thế giới thực hiện vào năm 2007. Kể cả ngày thứ sáu, bộ phim đã kiếm được 35,6 triệu đô la vào ngày đầu tiên, giảm dự đoán cuối tuần xuống còn 115 triệu đô la. Nó chỉ thu về 84,4 triệu USD trong tuần đầu tiên (và 103 triệu USD trong bốn ngày cuối tuần), thấp hơn nhiều so với dự đoán và đánh dấu lần ra mắt Star Wars thấp nhất kể từ bộ phim Attack of the Clones năm 2002, mặc dù vậy nó đã mở ra một sự nghiệp mới cho đạo diễn Howard. Deadline Hollywood so sánh nó với bộ phim Justice League vào tháng 11 năm trước, và cho rằng sự phiền toái này bị gây ra bởi sự phủ nhận cua người hâm mộ và các vấn đề hậu trường, cũng như sự cạnh tranh từ các bộ phim Deadpool 2, Avengers: Cuộc chiến vô cực và sự quá trướng của Star Wars.

#### Các vùng lãnh thổ khác
Trên toàn thế giới, bộ phim được dự đoán sẽ kiếm được 285–340 triệu USD trong tuần lễ khai mạc, bao gồm 150-170 triệu USD quốc tế. Phim đã mở tại 43 thị trường vào thứ Tư và thứ Năm trước khi phát hành tại Mỹ và thu về tổng cộng 11,4 triệu USD, bao gồm 3,3 triệu USD ở Trung Quốc. Phim chỉ thu về 65 triệu USD ở nước ngoài và 148,3 triệu USD trên toàn thế giới. Phim thu về 10,3 triệu USD ở Vương quốc Anh và cũng đã hoàn thành đầu tiên ở Úc (5 triệu USD), Đức (4,3 triệu USD), Pháp (3,9 triệu USD), Nga (3,6 triệu USD), Tây Ban Nha (2,6 triệu USD), Mexico (2,5 triệu USD), Ý (2,2 triệu USD) và Brazil (1,3 triệu USD). Tuy nhiên, mặc dù là phim nước ngoài lớn thứ hai, nó chỉ thu về 10,1 triệu USD ở Trung Quốc, thấp hơn nhiều so với ba bộ phim trước của Disney Star Wars.

## Phần tiếp nối khả thi
Alden Ehrenreich xác nhận hợp đồng của mình xuất hiện trong vai diễn Han Solo, mở rộng cho thêm hai bộ phim, trong trường hợp nếu studio làm phim tiếp nối cho Solo: Star Wars ngoại truyện, hoặc cho anh vào một bộ phim khác với vai phụ. Ehrenreich nói rằng anh muốn bất kỳ phần tiếp theo của phim sẽ khác biệt hẳn với bộ ba Star Wars trước đây một cách độc lập, giống như loạt phim Indiana Jones, chứ không phải là phần tiếp nối trực tiếp.
Ron Howard nói rằng không có phần tiếp theo nào được phát triển, điều đó là do người hâm mộ quyết định. Các nhà phê bình lưu ý rằng bộ phim cố ý để một cái kết mở cho các phần tiếp theo. Biên kịch của phim Jon Kasdan nói rằng ông sẽ bao gồm thêm thợ săn tiền thưởng Bossk (kể xuất hiện trong Tập V: Đế Chế phản công và được đề cập bởi Val trong Solo) nếu ông có viết phần tiếp theo của bộ phim.
Kathleen Kennedy cũng nói rằng một bộ phim xoay quanh Lando Calrissian có thể sẽ xảy ra, nhưng nó sẽ không phải là ưu tiên vào thời điểm đó. Donald Glover nói rằng anh sẽ hình dung bộ phim giống như Catch Me If You Can trong không gian.